# ویکتور فانارجیان
ویکتور بارتوقیمئوسی فانارجیان (ارمنی: Վիկտոր Բարդուղիմեոսի Ֆանարջյան؛ زادهٔ ۳۰ مارس ۱۹۲۹ - درگذشته ۶ مارس ۲۰۰۳) یک فیزیولوژیست اهل ارمنستان بود. وی از سال ۱۹۷۸ نائب رئیس فرهنگستان ملی علوم ارمنستان بود.

## زندگی‌نامه
در ۳۰ مارس ۱۹۲۹ در تفلیس به دنیا آمد و از دانشگاه پزشکی دولتی ایروان فارغ‌التحصیل شد. بارتوقیمئوس فانارجیان پدر وی بود. وی عضو فرهنگستان ملی علوم ارمنستان و عضو اعضای مکاتبه‌ای آکادمی علوم اتحاد شوروی (۱۹۸۴) بود. وی همچنین برنده [[دانشمند شایسته 
رجستان شوروی]] (۱۹۸۰) شده است. وی ۶ مارس ۲۰۰۳ در در سن ۷۳ سالگی در ایروان درگذشت.

## یادداشت
1. ↑  Սերգեյ Ֆանարջյան
2. ↑  Վրացական ԽՍՀ գիտության վաստակավոր գործիչ

## نگارخانه

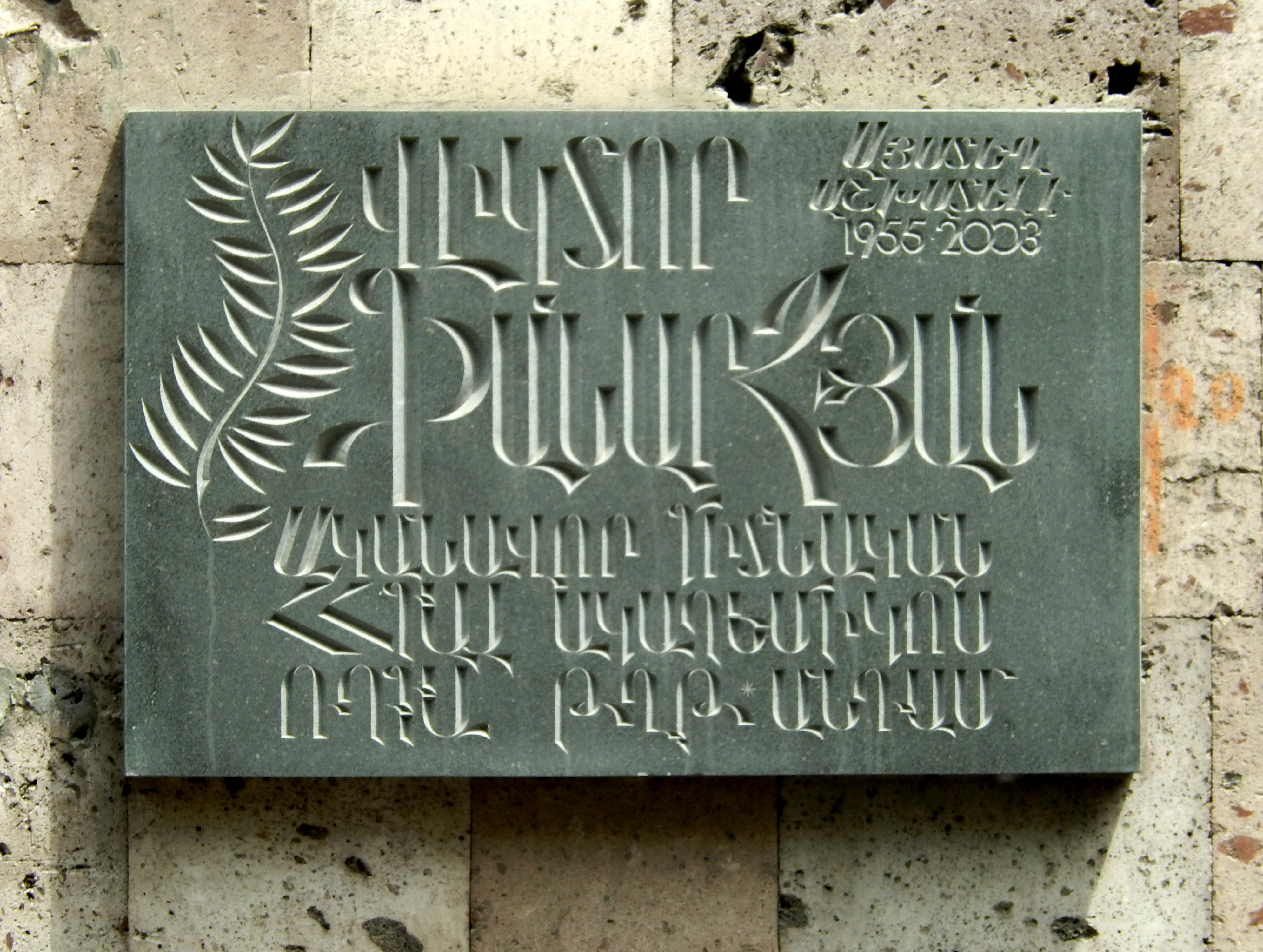
پلاک یادبود